# Hyophila oerstediana
Hyophila oerstediana là một loài Rêu trong họ Pottiaceae. Loài này được (Müll. Hal.) A. Jaeger mô tả khoa học đầu tiên năm 1873.